# Michela Cerruti
Michela Cerruti (ur. 18 lutego 1987 roku w Rzymie) – włoska zawodniczka startująca w wyścigach samochodowych.

## Życiorys

### Italian Touring Endurance Championship
Michela zadebiutowała we włoskiej serii samochodów turystycznych w 2009 roku. W ciągu całego sezonu zdobyła tylko dwa punkty i uplasowała się na 29 pozycji, ale w klasie Div 2 ukończyła sezon jako dziesiąta. W sezonie 2011 wystartowała tylko w dwóch wyścigach, jednak zdobyła 5 punktów i ukończyła sezon na 16 pozycji.

### Italian GT Championship
We włoskiej serii samochodów GT Włoszka wystartowała po raz pierwszy w 2009 roku. Tu jednak zdobyła tylko 2 punkty. Dużo lepiej było w sezonie 2012, kiedy to z dorobkiem 99 punktów zakończyła zmagania na 10 pozycji. Startowała wówczas w klasie GT3 w zespole ROAL Motorsport.

### Superstars Series
W 2010 roku Michela pojawiła się na starcie Międzynarodowej Serii Superstars w samochodzie ekipy Romeo Ferraris. W 17 wyścigach zdobyła jednak tylko 1 punkt, co dało jej 30 lokatę. W 2011 roku zdołała już wygrać wyścig. Po dwóch podium i mniejszych zdobyczach punktowych w pozostałych wyścigach, z dorobkiem 59 punktów,

### Europejska Formuła 3
W latach 2012–2013 Michela zaliczyła jeszcze starty Blancpain Endurance Series, MINI Rushour, European F3 Open, Pucharze Formuły 3 ATS, Toyota Racing Series New Zealand, Mégane Trophy Eurocup i Formule Middle East. Jednak najważniejszą serią, w której startowała w 2013 roku była Europejska Formuła 3, gdzie podpisała kontrakt z ekipą Romeo Ferraris. Tam nigdy nie punktowała. Została sklasyfikowana na 35 miejscu.

### Auto GP World Series
W sezonie 2013 Team MLR71 zdecydował się po rundzie na torze Mugello Circuit zatrudnić Michele w roli kierowcy wyścigowego. Podczas tych dwóch wyścigów zajęła odpowiednio 9 i 8 miejsce. Z dorobkiem pięciu punktów uplasowała się na 19 pozycji w klasyfikacji generalnej.
W 2014 roku dołączyła do ekipy Super Nova International. Wystartowała łącznie w czternastu wyścigach, w ciągu których trzykrotnie stawała na podium, w tym raz na jego najwyższym stopniu. Uzbierała łącznie 113 punktów. Dało mu to szóste miejsce w końcowej klasyfikacji kierowców.

### Formuła E
W sezonie 2014/2015 Włoszka podpisała kontrakt ze szwajcarską ekipą Trulli na starty w Formule E. W ciągu czterech wyścigów, w których wystartowała, nie zdobyła punktów. Została sklasyfikowana na 29 pozycji w końcowej klasyfikacji kierowców.

## Wyniki

### Podsumowanie
| Sezon     | Seria                                         | Zespół                   | Wyścigi | PP | Zwycięstwa | Podium | NO | Punkty | Pozycja |
| --------- | --------------------------------------------- | ------------------------ | ------- | -- | ---------- | ------ | -- | ------ | ------- |
| 2009      | Italian Touring Endurance Championship        | AeffeM                   | 4       | 0  | 0          | 0      | 0  | 2      | 29      |
| 2009      | Italian Touring Endurance Championship – Div2 | AeffeM                   |         |    |            |        |    | 31     | 10      |
| 2010      | Superstars International Series               | Romeo Ferraris Srl       | 17      | 0  | 0          | 0      | 0  | 1      | 30      |
| 2010      | Italian GT Championship – GT Cup              | Romeo Ferraris Srl       | 10      | 0  | 0          | 0      | 2  | 42     | 14      |
| 2011      | Superstars International Series               | Romeo Ferraris Srl       | 16      | 1  | 0          | 0      | 2  | 59     | 9       |
| 2011      | Superstars Championship Italy                 | Romeo Ferraris Srl       | 16      | 1  | 0          | 0      | 2  | 54     | 8       |
| 2011      | Italian Touring Endurance Championship        |                          | 2       | 0  | 0          | 0      | 0  | 5      | 16      |
| 2012      | Italian GT Championship – GT3                 | ROAL Motorsport          | 14      | 1  | 0          | 0      | 3  | 99     | 10      |
| 2012      | Toyota Racing Series                          | Victory Motor Racing     | 14      | 0  | 0          | 0      | 0  | 367    | 16      |
| 2012      | Niemiecka Formuła 3                           | EuroInternational        | 12      | 0  | 0          | 0      | 0  | 3      | 15      |
| 2012      | European F3 Open                              | RP Motorsport            | 6       | 0  | 0          | 0      | 0  | 0      | NS      |
| 2012      | European F3 Open – Championship Cup           | RP Motorsport            | 4       | 0  | 0          | 0      | 0  | 0      | NS      |
| 2012      | MINI Rushour                                  | Mini Italia              | 2       | 0  | 0          | 0      | 0  | 0      | NS      |
| 2012      | Blancpain Endurance Series – GT3 Pro-Am Cup   | ROAL Motorsport          | 1       | 0  | 0          | 0      | 0  | 0      | NS      |
| 2013      | Auto GP World Series                          | Team MLR71               | 4       | 0  | 0          | 0      | 0  | 5      | 19      |
| 2013      | Europejska Formuła 3                          | Romeo Ferraris           | 9       | 0  | 0          | 0      | 0  | 0      | 35      |
| 2013      | Campionato Italiano Gran Turismo – GT3        | Team BMW Italia          | 10      | 1  | 1          | 0      | 3  | 82     | 9       |
| 2013      | Blancpain Endurance Series – GT3 Pro-Am Cup   | ROAL Motorsport          | 4       | 0  | 0          | 0      | 0  | 0      | NS      |
| 2013      | Formula Middle East                           |                          | 2       | 0  | 0          | 0      | 2  | 0      | NS†     |
| 2013      | Mégane Trophy Eurocup                         | Oregon Team 1            | 1       | 0  | 0          | 0      | 0  | 4      | 17      |
| 2014      | Auto GP World Series                          | Super Nova International | 14      | 1  | 0          | 0      | 3  | 113    | 6       |
| 2014/2015 | Formuła E                                     | Trulli                   | 4       | 0  | 0          | 0      | 0  | 0      | 29      |